# Francisco Antolínez y Sarabia

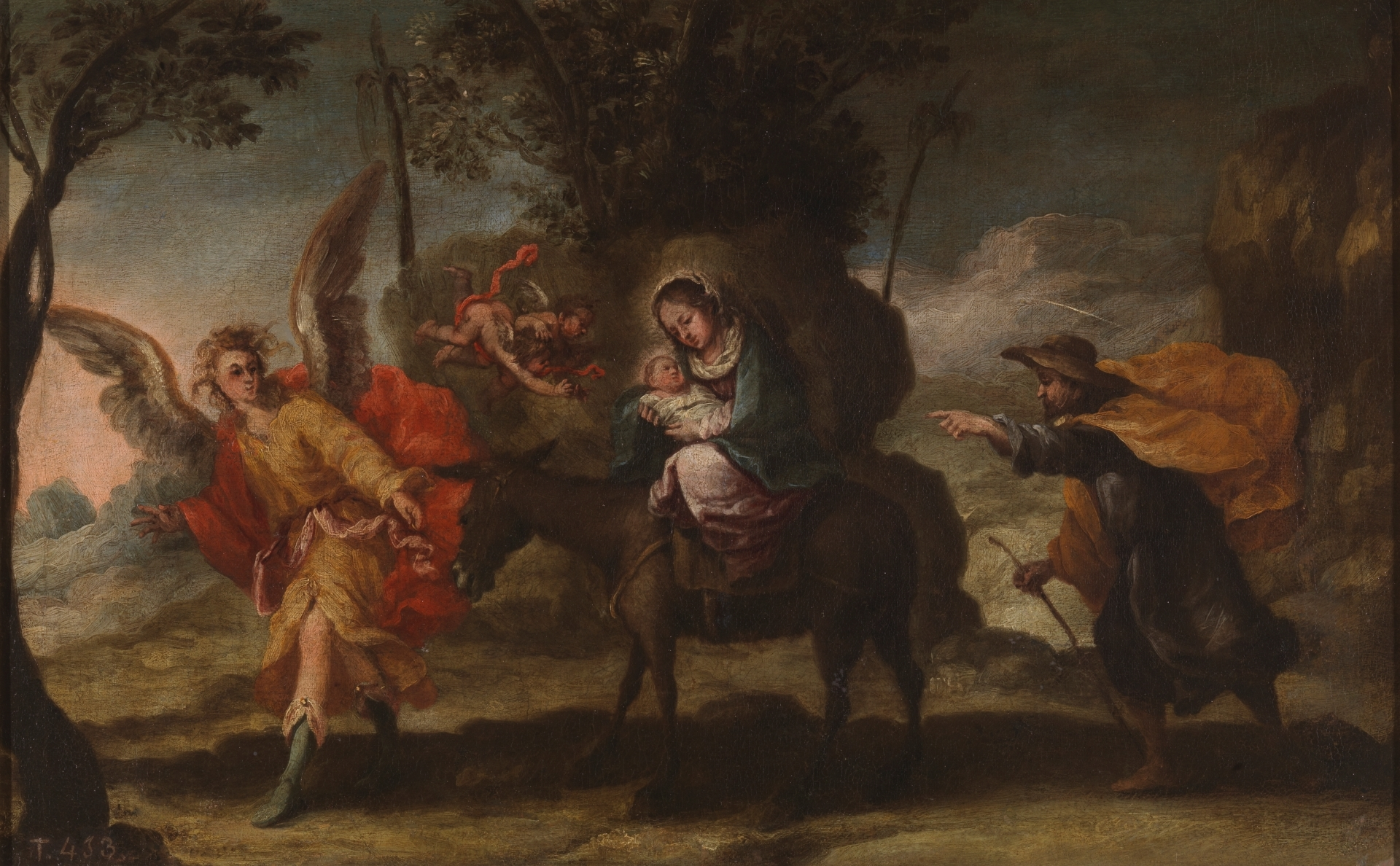
Huida a Egipto, óleo sobre lienzo, 45 x 73 cm, Madrid, Museo del Prado.

Francisco Antolinez y Sarabia fue un pintor barroco español nacido según Antonio Palomino en Sevilla alrededor de 1644 y fallecido en Madrid hacia 1700.

## Biografía
Pocos datos documentados se tienen de la biografía de este pintor a quien Palomino, suponiéndole hermano del pintor madrileño José Antolínez, llamaba Francisco Ochoa de Meruelo y Antolinez. Juan Agustín Ceán Bermúdez corrigió el nombre, a la vista de dos firmas del pintor, apuntando que después de haber estudiado leyes en Sevilla aprendió pintura en la escuela de Murillo y asistió a la academia establecida en la casa lonja de la ciudad, donde consta su presencia en 1672. El mismo año debió de trasladarse a Madrid para reunirse con quien Ceán creía que era su tío, el citado José Antolínez, aunque es probable que tras la muerte de este retornase durante algún tiempo a Sevilla. Establecido en Madrid definitivamente y tras enviudar, vistió hábito clerical, pretendiendo ordenarse de sacerdote sin llegar a conseguirlo.
Antonio Palomino, que pudo conocerle personalmente, dejó en El Parnaso español pintoresco laureado una curiosa descripción de su personalidad y talante. Hombre de elevada cultura, pero de carácter extravagante y un tanto pendenciero, no logró mantener mucho tiempo ningún empleo en su oficio de abogado, «porque era de genio tan atronado, que si iba a algún lugar con algún empleo de justicia a pocos lances salía a palos, o a uña de caballo». Pero celoso de su profesión, y juzgando quizá que la pintura era oficio mecánico y de menor rango, la practicaba únicamente en sus ratos de ocio y no firmaba sus obras «con la manía de soy letrado, no pintor». Sin embargo, de creer a Palomino, habría ganado más dinero con la pintura que con el ejercicio de la abogacía. Su éxito como pintor, del que puede dar cuenta la dispersión de su obra por conventos e iglesias de toda la geografía peninsular, debió de basarse en la habilidad y rapidez con la que pintaba lienzos de pequeño formato con escenas bíblicas ambientadas en amplios fondos de paisaje y perspectivas arquitectónicas; cuadritos que ponía en venta por lugares públicos en series de seis, ocho o doce «y que tenían, por su tamaño y valor decorativo, gran aceptación popular».

## Obra

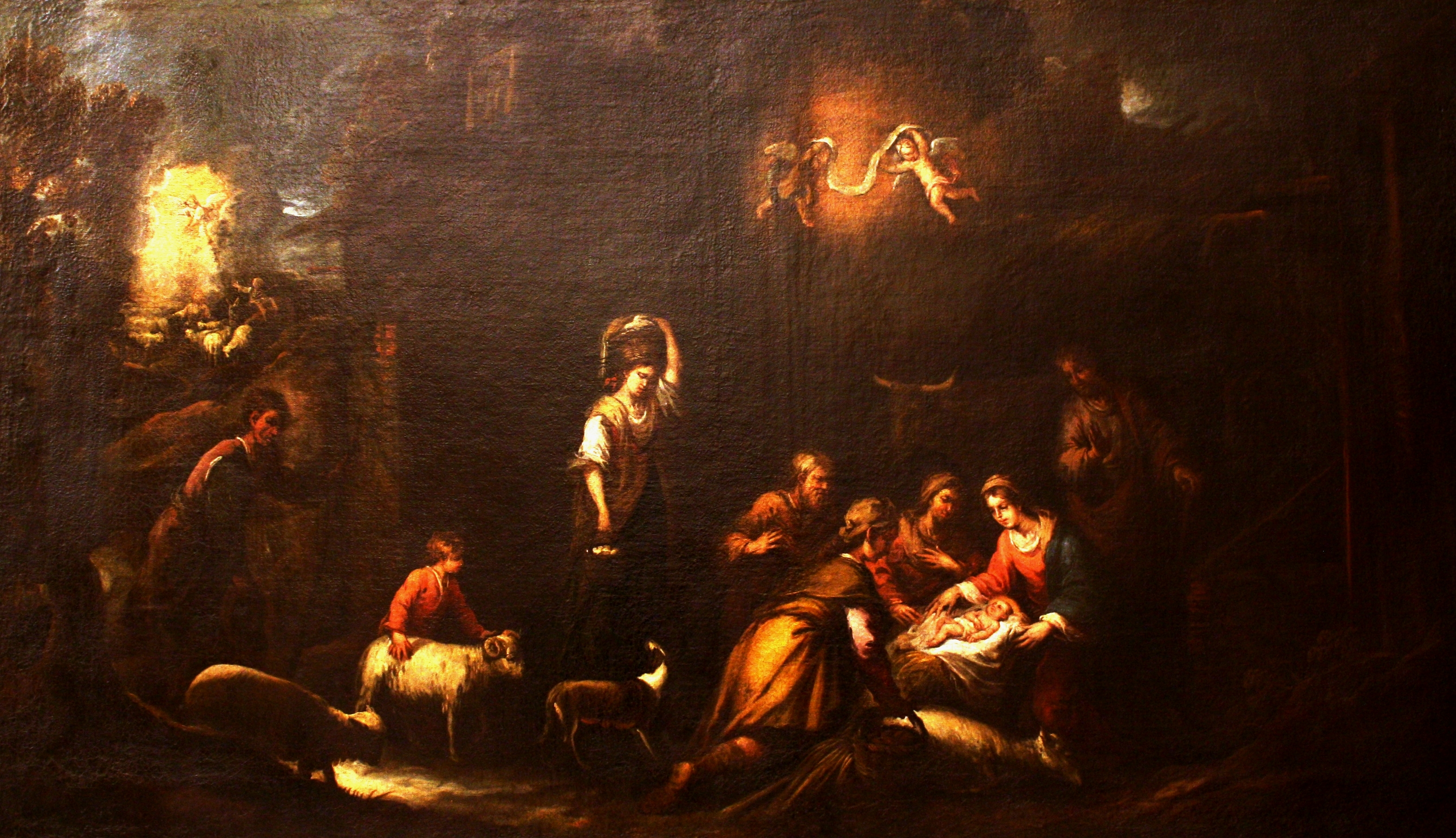
La adoración de los pastores, 1678, óleo sobre lienzo, 114 x 195 cm, Catedral de Sevilla.

El corpus artístico de Antolínez se fijó partiendo de una única una obra firmada: La adoración de los pastores, expuesta en la Capilla de Scalas de la Catedral de Sevilla, fechada en 1678. El lienzo forma parte de una serie de seis escenas bíblicas que ya habían sido atribuidas a Antolínez por Ceán Bermúdez en su Descripción artística de la catedral de Sevilla, editada en 1804, y su atribución pudo ser ratificada en 1982 al aparecer la firma tras una limpieza. Otras muchas series se le habían atribuido anteriormente, contando solo con los datos aportados por Palomino, y algunas más se han incorporado a su catálogo tras la aparición de la firma en el lienzo sevillano por presentar rasgos semejantes. Se trata en todos los casos de series amplias en pequeño o mediano formato de asuntos tomados del Antiguo Testamento (Abraham, Isaac y Jacob) y, en mayor medida, del Nuevo, recurriendo en ocasiones a los Evangelios Apócrifos para completar ciclos dedicados a la vida de la Virgen o de Cristo. 
Deudor en sus paisajes del estilo flamenquizante de Ignacio de Iriarte y de Matías de Torres en los fondos arquitectónicos, su técnica es de una pincelada abreviada y deshilachada que en cierta forma recuerda la de Valdés Leal. Pueblan sus paisajes, por otra parte, menudas figuras de carácter murillesco, con notables diferencias y frecuentes caídas de calidad incluso en un mismo lienzo, evidenciando a menudo un trabajo mecánico y apresurado, destinado a su rápida venta en mercados fáciles, como sugería Palomino.  
Entre las series que se le atribuyen, además de la ya citada de la catedral de Sevilla y de las muchas obras localizadas en colecciones privadas, puede mencionarse la serie de la vida de la Virgen conservada en el Museo del Prado (La presentación de la Virgen, La anunciación, Los desposorios de la Virgen, La Natividad, La adoración de los reyes y La huida a Egipto), donde también se atribuyen a Antolinez un Paisaje con ángeles y la Magdalena y otro Paisaje con ángeles y San Francisco, y la serie de ocho lienzos del Palacio Episcopal de Huesca dedicada a la infancia y vida pública de Jesús, probablemente incompleta. Muy notable es también la serie de la infancia de Cristo de la parroquia de Santa Ana de Brea de Aragón (Zaragoza), a pesar de su pésima conservación, por llevar al dorso de la Despedida al partir para Egipto la inscripción: «originales de Antolinez» en grafía del siglo XVII. También al dorso de una Visitación que forma parte de una serie mariana de seis lienzos conservada en la iglesia de Nuestra Señora de los Remedios de Zamora, se ha localizado en 2012 una nueva inscripción con la firma del pintor y su fecha: «D. Fran.cus Anton.s Antolinez. Fac.[ieba]t / Matriti. 1699», que hace de esta serie la más avanzada de su carrera, cercana a su muerte.